# Neuroleon confusus
Neuroleon confusus är en insektsart som först beskrevs av Jules Pièrre Rambur 1842.  Neuroleon confusus ingår i släktet Neuroleon och familjen myrlejonsländor. Inga underarter finns listade i Catalogue of Life.